# Odontosyllis arenicolor
Odontosyllis arenicolor är en ringmaskart som beskrevs av Grube 1878. Odontosyllis arenicolor ingår i släktet Odontosyllis och familjen Syllidae. Inga underarter finns listade i Catalogue of Life.